# Armand Apell
Armand Apell   (Estrasburg, 16 de gener de 1905 - Estrasburg, 3 de juliol de 1990) va ser un boxejador francès que va competir durant les dècades de 1920 i 1930.
El 1928 va prendre part en els Jocs Olímpics d'Amsterdam, on guanyà la medalla de plata de la categoria del pes mosca, en perdre la final contra Antal Kocsis.
Com a professional, entre 1930 i 1931, va disputar 4 combats, amb un balanç de 3 victòries i 1 derrota.